# Bilhilde d'Altmunster
Bilhilde d'Altmunster (également orthographié Bilihilt, Bilhild, Bilehild ; morte en 734) est une noble franque, fondatrice et abbesse de l'abbaye d'Altmünster près de Mayence, et vénérée comme sainte le 27 novembre.
Son hagiographie est connue par des documents anciens, mais postérieurs de plusieurs siècles à son décès. Les éléments historiques précis de sa biographie sont difficiles à établir avec certitude du fait de multiples homonymies et compléments hagiographiques ajoutés à l'époque médiévale.

## Biographie

### Sources bibliographiques
La biographie de sainte Bilhilde est difficile à établir ; les preuves solides de son existence ne remontent qu'au XIIe siècle, selon Andreas Meier. Ses vitae datent d'après 1060 et, en l'absence d'autres preuves, constituent la base de sa biographie. Il existe cinq Vitae distinctes, dont les plus importantes sont:
- une courte version latine en prose, conservée dans deux manuscrits des XIIe et XIVe siècle ;
- une version en prose plus longue également conservée dans deux manuscrits, du XIVe et du XVe siècle (peut-être calquée sur des textes hagiographiques sur la reine franque sainte Radegonde, et certainement redevable à la Vitae Kiliani[3]) ;
- un groupe de textes en langue vernaculaire conservés localement ;
- une version métrique (latine), la Vita metrica auctore Herbelone, imprimée pour la première fois à la fin du XVIIIe siècle et basée sur un manuscrit aujourd'hui perdu[4].

Brigitte Flug considère que la version courte en prose latine (écrite dans le style mérovingien) est la plus ancienne, bien qu'elle nie qu'elle ait pu être écrite de mémoire d'homme.
Une autre source biographique est la charte de Mayence du XIIe siècle, mais il a été démontré que ce document médiéval était un faux.

### Récit biographique

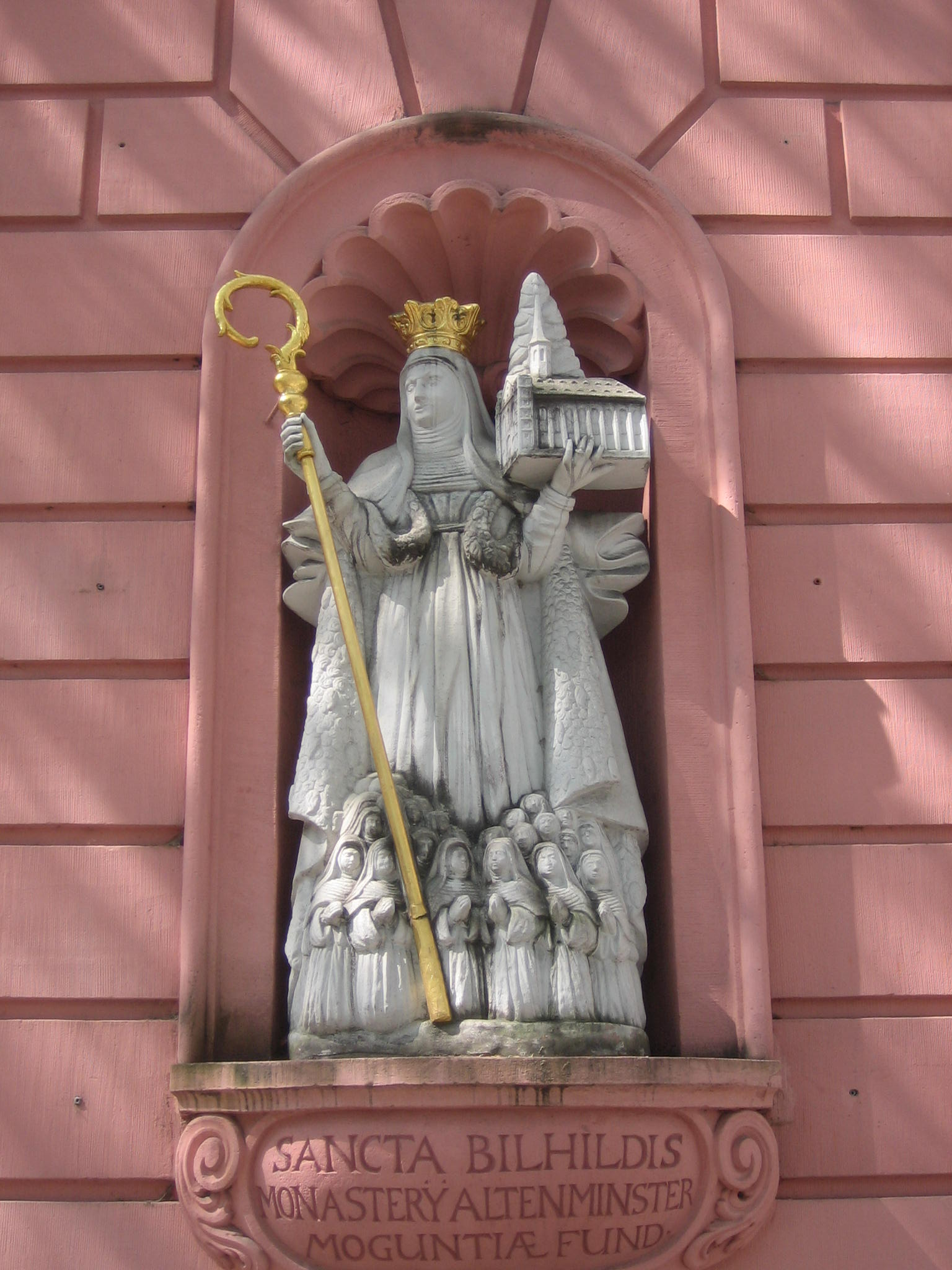
Sculpture de sainte Bilhilde sur une place de Mayence.

Bilhilde est née au VIIe siècle, à Hocheim, généralement identifiée comme Veitshöchheim près de Wurtzbourg, en Bavière ; Margetshöchheim, sur l'autre rive du Main, est également mentionnée comme possibilité.  Elle est la fille du comte Jberin et de son épouse Mathilda. Selon Alfred Wendehorst, cependant, il s'agirait plutôt de Hochheim am Main, et l'emplacement à Wurtzbourg et ses liens avec la Francie orientale seraient une explication ultérieure pour la fondation du monastère. 
Son hagiographie du XIe siècle rapporte que ses parents, forcés de fuir les envahisseurs Huns, sont obligés de se réfugier à Wurtzbourg où Bilhilde est élevée en chrétienne. Bien qu'elle veuille consacrer sa vie au Christ, ses parents la forcent tout de même à épouser un duc païen franc nommé Hetan vers 672, qu'elle aimerait pouvoir convertir mais sans résultat. Il semble s'agir d'Hedan Ier, qui doit retourner à Veitshöchheim étant appelé au combat.
Bilhilde saisit l'occasion pour tenter d'élever sa vie religieuse et décide de partir par bateau à Mayence rejoindre son oncle Rigibert alors évêque de la ville. Dans un premier temps, elle se consacre entièrement au service de Dieu et aux œuvres de charité, écartant vanité, honneurs et joies temporels. À la suite de la mort de son mari, elle demande à son oncle la permission de créer une congrégation religieuse en utilisant sa richesse considérable pour la fonder (en vendant les possessions de Veitshöchheim),. C'est le début du monastère d'Altmünster dont elle devient la première abbesse bénédictine.  
Elle meurt le 27 novembre 734 et est inhumée dans l'église abbatiale ; sa tombe dégage bientôt un doux parfum et de nombreux miracles s'y produisirent. 
L'église Saint-Emmeran de Mayence abrite ses reliques les plus importantes. Celle de sa tête (caput) a été scientifiquement examinée en 1991 et s'est avérée authentique.
Sa mémoire liturgique est célébrée localement le 27 novembre,.

### Commentaires

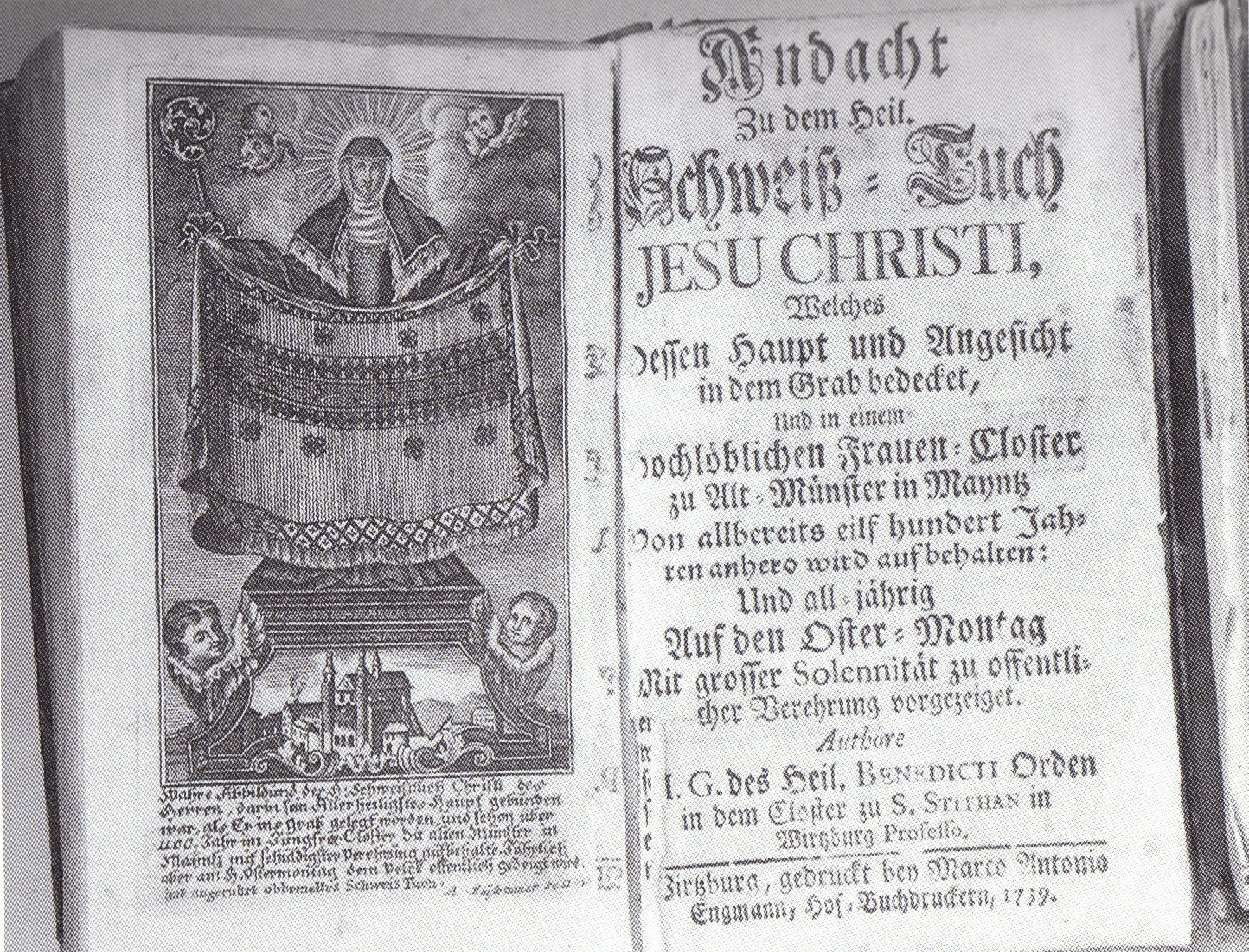
Impression du XVIIe siècle d'un ouvrage sur la dévotion au sudarium vénéré à Altmünster.

Ce récit, basé sur la version courte en prose latine, est agrémenté de divers détails dans d'autres versions ; la version allemande ajoute des détails géographiques et historiques locaux. Ces détails supplémentaires incluent son nom de jeune fille, Mathildis, et le don d'un sudarium (« tissu pour la sueur »), prétendument un tissu utilisé pour couvrir le visage de Jésus après la crucifixion. Ce sudarium a été donné par une reine Imnechild (dans une rédaction différente, Kunegundis) et est vénéré à Altmünster depuis le XVe siècle.
L'hagiographie de Bilhilde suit un schéma traditionnel (mérovingien) commun aux saints comme elle depuis le VIe siècle : la sainte est religieuse dès son plus jeune âge, fait preuve d'humilité et d'abstinence, est contrainte au mariage, fuit et finit par fonder une abbaye. La sainteté est prouvée par la douce odeur du cadavre et les miracles après la mort. Flug ne nie pas la possibilité que Bilhilde ait déjà été considérée comme sainte pendant sa vie ou peu de temps après, mais considère qu'il est peu probable qu'une Vita ait été écrite si tôt, compte tenu des erreurs telles que le nom de l'évêque ; Flug propose que l'auteur ne connaissait pas Bilhilde et sa vie, et a probablement mal interprété le nom dans l'acte fondateur du monastère.
Au XVIIe siècle, Jean Mabillon a lu dans le « calendrier de Fulda » (datant du IXe siècle), que Bilhilde était qualifiée de « vierge ». Il est donc possible qu'elle était vierge et non veuve et qu'elle a participé à la fondation de l'abbaye d'Altmünster.

### Traces historiques et héritage

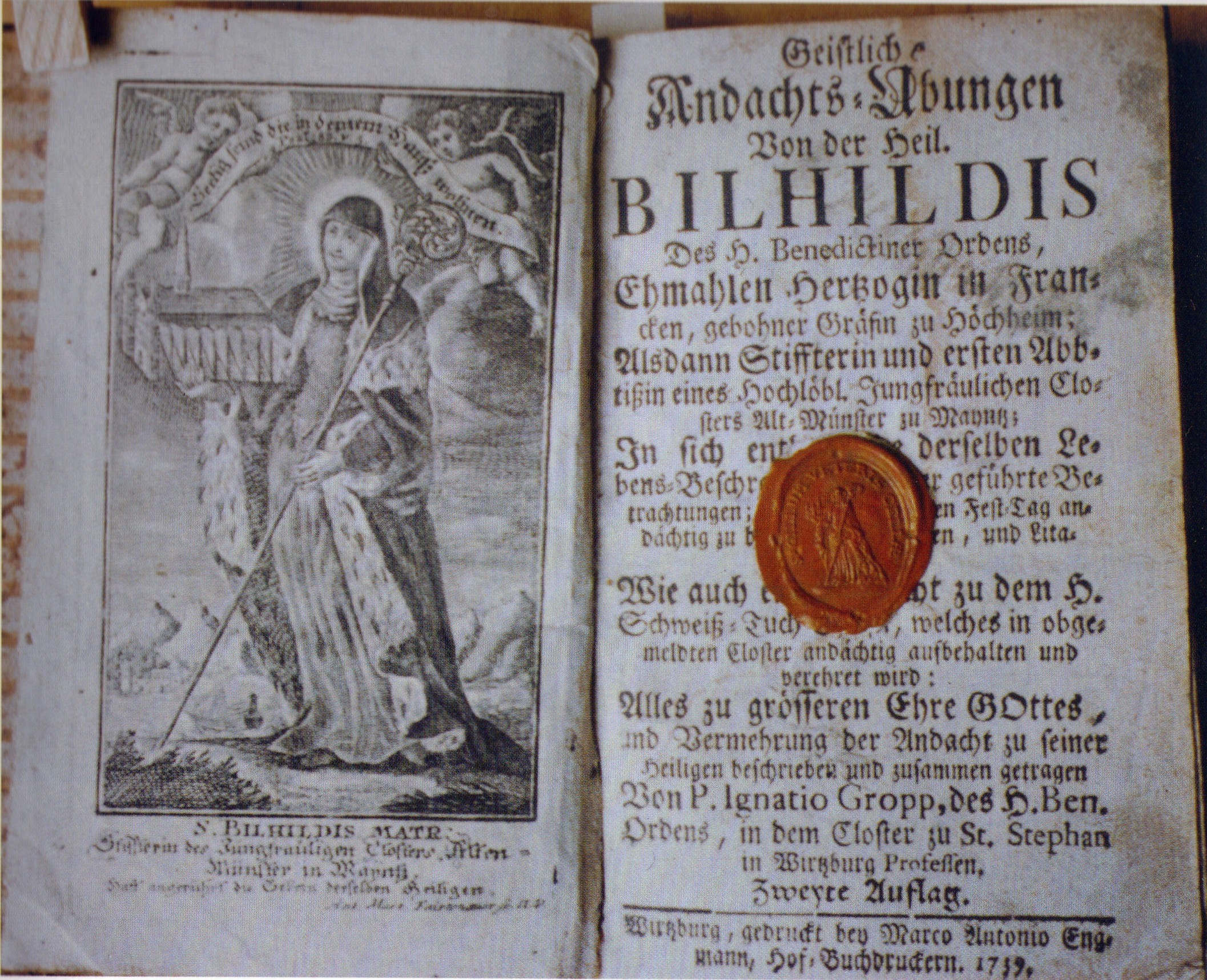
Biographie de sainte Bilhilde en 1739.

Le mot/nom « bilihilt » apparaît dans un manuscrit du Ve-VIe siècle contenant des textes de Priscillien, qui est identifié avec la Bilhilde qui a fondé Altmünster,,. Un missel du XVIe siècle de Mayence (contenant un calendrier avec des saints rhénans) a une "Messe de la fête de sainte Bilhilde"; le manuscrit a été acquis par le J. Paul Getty Museum en 1986. Le poète allemand Alois Henninger, écrivain prolifique de poèmes narratifs religieux, a consacré un long poème à Bilhilde dans son Nassau in seinen sagen, geschichten und liedern fremder und eigner dichtung (1845) ; composé de dix-huit strophes de six lignes, il louait sa beauté éternelle et sa dévotion inébranlable à Dieu.
Le théologien protestant allemand Johannes Heinrich August Ebrard a écrit une biographie de Bilhilde, qui a été traduite en anglais par Julie Sutter et publiée par la Religious Tract Society, avec un accent particulier sur l'influence du christianisme celtique.